# Борис Дерибеев
Борис Дерибеев е български изследовател на историята на Източните Родопи през османската епоха, публицист. Военен. Преводач от френски език. Член е на редколегията на списание „Родопи“. 
Особен интерес за него като изследовател представляват ислямизационните процеси сред българите. Автор е на научнопопулярни и научни книги, сред които „Ахрида“ (1982, второ преработено издание - 1986) и „Земетръсна зона“, както и на десетки публикации в периодични издания като сп. „Родопи“ и други.